# Claremont (Kalifornien)
Claremont ist eine Stadt östlich von Los Angeles. Sie liegt im Los Angeles County des US-Bundesstaats Kalifornien.
Das U.S. Census Bureau hat bei der Volkszählung 2020 eine Einwohnerzahl von 37.266 ermittelt. Von besonderer Bedeutung sind die „Claremont Colleges“. Aufgrund der vielen Bäume und Promotionsabschlüsse hat die Stadt den Spitznamen „The City of Trees and PhDs“.

## Geographie

### Geographische Lage
Claremont liegt im Osten des Los Angeles County auf 356 Meter über dem Meeresspiegel südlich der San Gabriel Mountains, einer Bergkette, die die Greater Los Angeles Area von der Mojave-Wüste abgrenzt. Es liegt rund 38 Kilometer östlich von Pasadena und etwa 49 Kilometer östlich von Downtown Los Angeles.

### Ausdehnung des Stadtgebiets
Laut United States Census Bureau hat Claremont eine Gesamtfläche von 34,8 km², davon sind 34,0 km² Landfläche und 0,7 km² Wasserfläche.

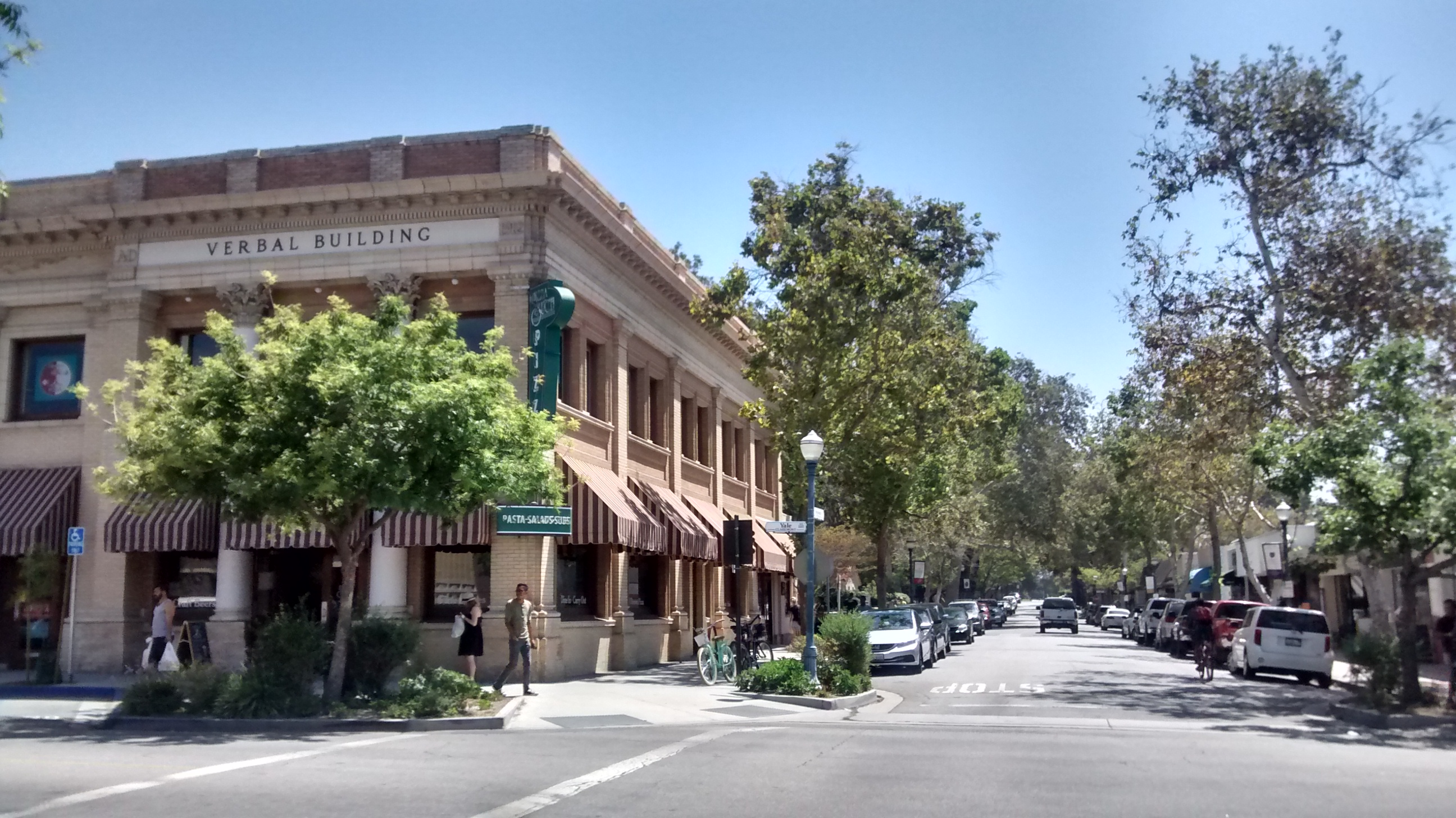
Village
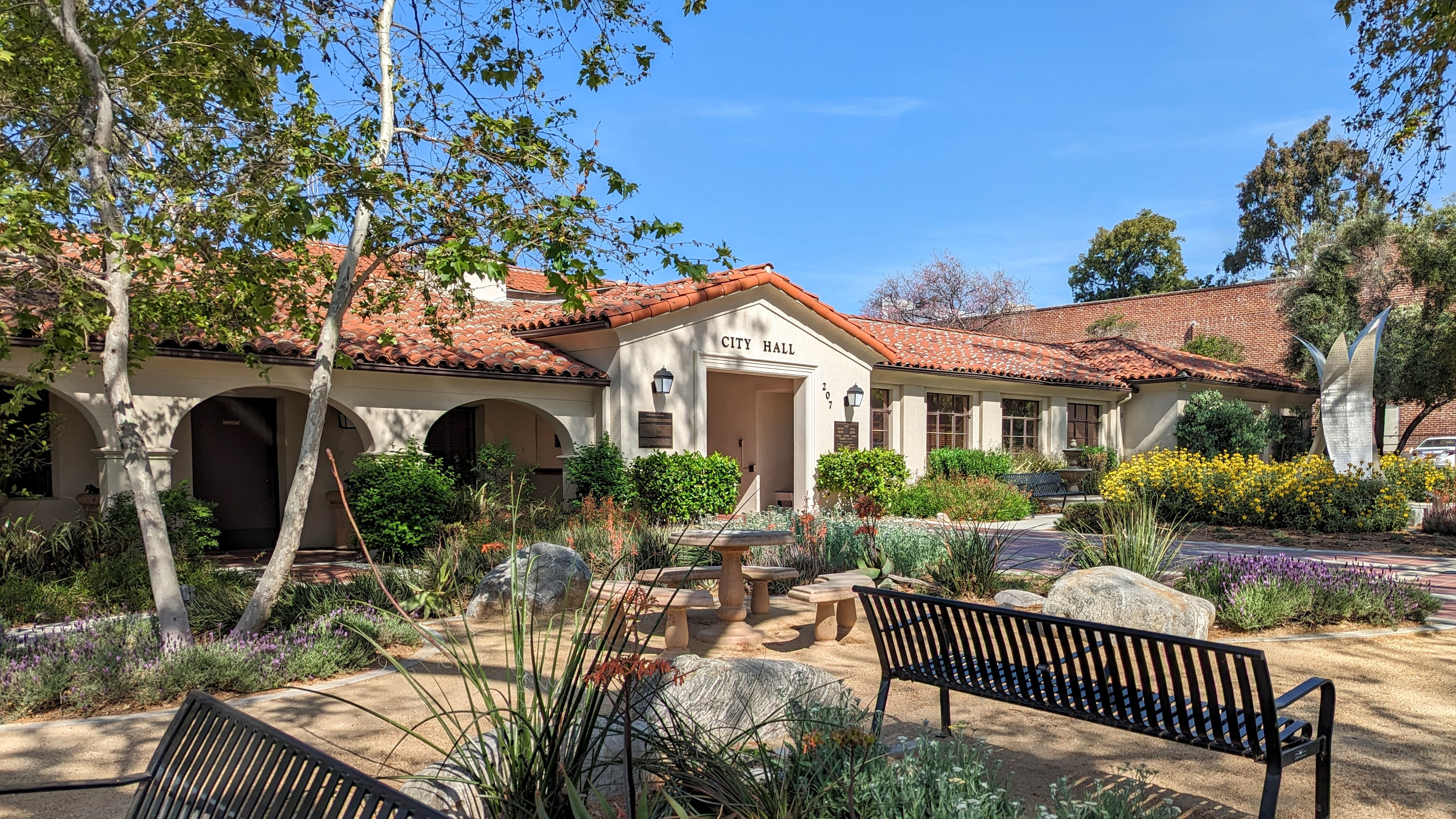
City Hall (Rathaus)
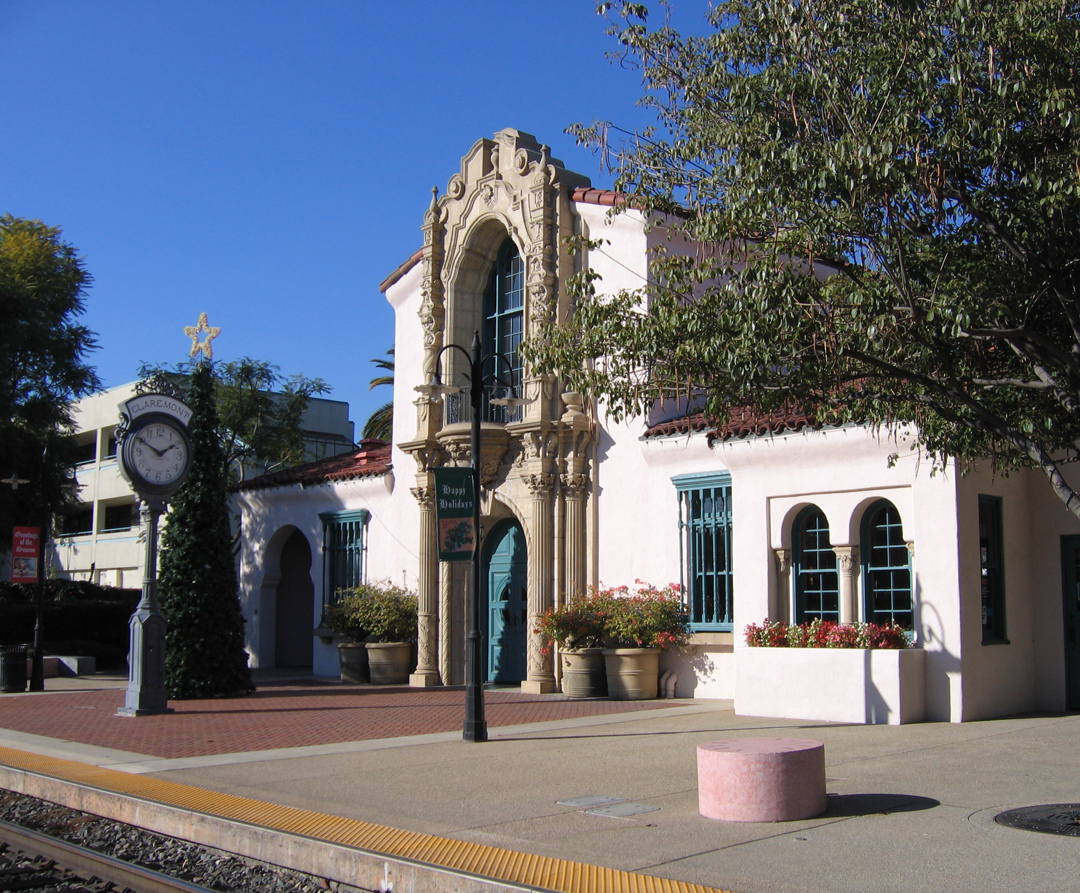
Bahnhof

### Nachbargemeinden
Die Nachbargemeinden Claremonts sind Upland, Pomona, La Verne und Montclair.

## Geschichte
Die ersten bekannten Siedlungen stammen von den Serrano, die auf einem Tafelberg in der Nähe der heutigen Stadt gefunden wurden. Nachdem 1771 die Mission San Gabriel gegründet worden war, lag Claremont auf dem zur Mission gehörenden Land. Viele Serrano waren zu der Zeit als Schäfer für die Missionare angestellt.
Nachdem die Mission 1834 säkularisiert worden war, lag das heutige Stadtgebiet auf Land der privaten Rancho San Jose. Die Serrano arbeiteten weiterhin für die spanischen Siedler, bis die Pocken 1862 und 1873 viele Todesopfer unter den Ureinwohnern forderten. Um 1883 hatten die wenigen Überlebenden die Region verlassen.
Die Santa Fe Railroad lieferte den Anstoß für die Gründung einer Siedlung namens Claremont im Januar 1887. Sie war eine von ungefähr 30 Ortschaften, die in Erwartung eines starken Bevölkerungswachstums wegen des Eisenbahnanschlusses angelegt worden waren. Der Immobilienboom währte jedoch nur kurz. Eine lokale Landgesellschaft übertrug 1888 ihr Hotel Claremont und 260 unbebaute Grundstücke an das kürzlich neu gegründete Pomona College.
Die Gründer des Pomona College hatten die Vision von einer Schule im Neuengland-Stil. Das Gemeinwesen, das um das College entstand spiegelte dann auch das neuenglische Erbe der Gründer wider. Sogar die Art der Gemeindeverwaltung durch eine Gemeindeversammlung und einen Vorstand aus Gemeinderäten wurde aus der neuenglischen Heimat übernommen. Bürgerbeteiligung und Ehrenamt, auf denen die Verwaltungsform beruht, sind heute noch ein Markenzeichen Claremonts.
1904 begannen Gespräche über die Eintragung der Kommune als City. Die Befürworter wollten nicht von der Grundversorgung durch das Los Angeles County abhängig sein. Die Gegner befürchteten aufgrund eines zu geringen Steueraufkommens eine schnelle Pleite. In einer am 23. September 1907 durchgeführten Abstimmung über die Eintragung als City stimmten 73 der Wahlberechtigten dafür und 49 dagegen. Am 3. Oktober 1907 wurde die Eintragung vollzogen.
Zur selben Zeit begannen die Colleges zu wachsen. Auch die Zitrusindustrie wuchs und expandierte. Die Erzeuger aus Claremont gründeten 1893 die Southern California Fruit Exchange, eine Genossenschaft zur Vermarktung und zum Transport von Zitrusfrüchten, aus der die Sunkist Growers, Inc. hervorging.
Die Arbeitskräfte für die Zitrusindustrie waren hauptsächlich mexikanischstämmige Amerikaner, oft Neuankömmlinge aus Mexiko. Männer wurden als Pflücker eingesetzt, während Frauen in den Abpackungsbetrieben arbeiteten. Um 1920 gab es zwei Stadtviertel, in denen die Mexikanischstämmigen vorzugsweise wohnten. Mexikaner trugen auch mit fachkundigen Handwerksarbeiten zum Bau der Colleges bei.
Die Zitrusindustrie florierte bis nach dem Zweiten Weltkrieg. Damals nahm die Nachfrage nach Wohnsiedlungen stark zu und veranlasste einige Erzeuger dazu, ihr Land zum Bau von Wohnhäusern zu verkaufen. Die Eröffnung des San Bernardino Freeway im Jahr 1954 machte es nun auch Leuten einfacher, in Claremont zu wohnen, die keine Verbindung zur Zitrusindustrie oder den Colleges hatten. Die Grundfläche der Stadt wuchs von 9 km² bei der Gründung auf über 31 km² mit gut 34.000 Einwohnern.

## Demographie

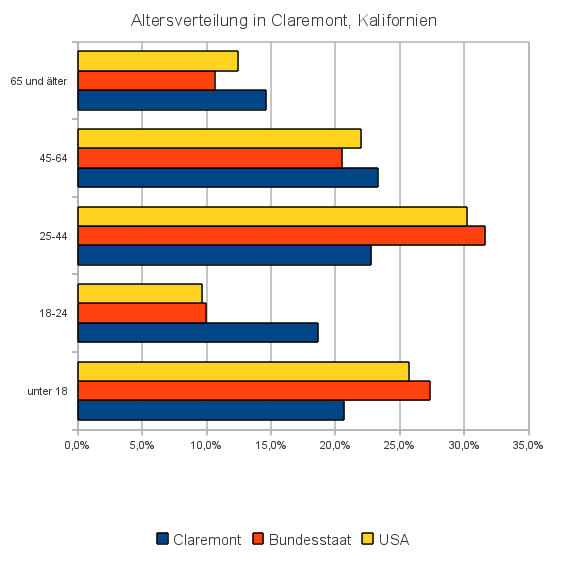
Altersverteilung von Claremont (Stand: 2000)

Gemäß Volkszählung im Jahr 2000 lebten 33.998 Menschen in 28.894 Haushalten und in 7810 Familien in der Stadt. Die Bevölkerungsdichte betrug 999,9 Einwohner je km². Es gab 11.559 Wohneinheiten mit einer durchschnittlichen Dichte von 340,0 Wohneinheiten je km². Von den in Claremont lebenden Menschen waren 73,5 % Weiße, 5,0 % Afroamerikaner, 0,6 % Amerikanische Indianer und Ureinwohner Alaskas, 11,5 % Asiaten, 0,1 % Ureinwohner Hawaiis oder anderer pazifischer Inseln, 5,2 % Personen anderer Herkunft und 4,1 % mit zwei oder mehr Abstammungen. Hispanos und Latinos jeglicher Herkunft machten einen Anteil von 15,4 % der Bevölkerung aus.
20,7 % der Einwohner Claremonts waren unter 18 Jahre alt, 18,6 % zwischen 18 und 24, 22,8 % zwischen 25 und 44, 23,3 % waren zwischen 45 und 64 sowie 14,6 % 65 Jahre und älter. Das Medianalter betrug 35,8 Jahre (Kalifornien: 33,3; USA: 35,3 Jahre).
Das Medianeinkommen eines Haushalts in Claremont betrug $65.910. Der Wert bezogen auf Kalifornien betrug $47.493 und auf die gesamten Vereinigten Staaten $41.994.

## Claremont Colleges
Claremont ist Standort von fünf Colleges und von zwei Graduate Schools. Obwohl jedes einzelne College im Vergleich zu öffentlichen Universitäten relativ klein ist, studieren an den Bildungseinrichtungen in Claremont zusammen ungefähr 6000 Studenten. Die Colleges kooperieren miteinander und haben als koordinierende Institution das Claremont University Consortium gegründet. Darin sind folgende Institutionen organisiert:
- Das Claremont McKenna College wurde 1946 unter dem Namen Claremont Men's College als reines Herren-College gegründet und 1976 zu einem gemischten College. 1981 erhielt es seinen heutigen Namen.[7] Das College bietet vor allem Studiengänge in den Politik-, Sozial- und Wirtschaftswissenschaften an.[8]
- Das 1887 gegründete Pomona College ist das älteste der Colleges in Claremont. Zu den beliebtesten Hauptfächern gehören u. a. Wirtschaftswissenschaften, Politik und Psychologie. Die Studenten von Pomona haben auch die Möglichkeit, Kurse an den anderen Colleges in Claremont zu belegen.[9]
- Das Damen-College Scripps College wurde 1926 gegründet.[10]
- Das Harvey Mudd College wurde 1957 gegründet und hat seinen Schwerpunkt im mathematisch-naturwissenschaftlichen Bereich sowie in den Ingenieurwissenschaften.[11]
- Das Pitzer College wurde 1963 als reines Damen-College gegründet und 1970 zu einer gemischten Einrichtung. Studenten belegen vor allem die Schwerpunktfächer Psychologie, Soziologie, Politikwissenschaften, Medienwissenschaften und Umwelttechnik.[12]
- Das Keck Graduate Institute wurde 1997 gegründet und hat seinen Schwerpunkt in der angewandten naturwissenschaftlichen Forschung und Lehre.[13]
- Die Claremont Graduate University wurde 1925 gegründet und bietet ausschließlich Graduiertenprogramme an, die zu Master- bzw. Doktorgraden führen.[14]

Ferner hat die Claremont School of Theology, die 1956 zu einer selbständigen Körperschaft wurde, ihren Sitz seit 1957 in Claremont. Ihre Wurzel reichen bis zur Gründung des Maclay College of Theology in San Fernando im Jahr 1885 zurück. Neben der Ausbildung von Pfarrern werden auch Master- und Promotionsprogramme angeboten.

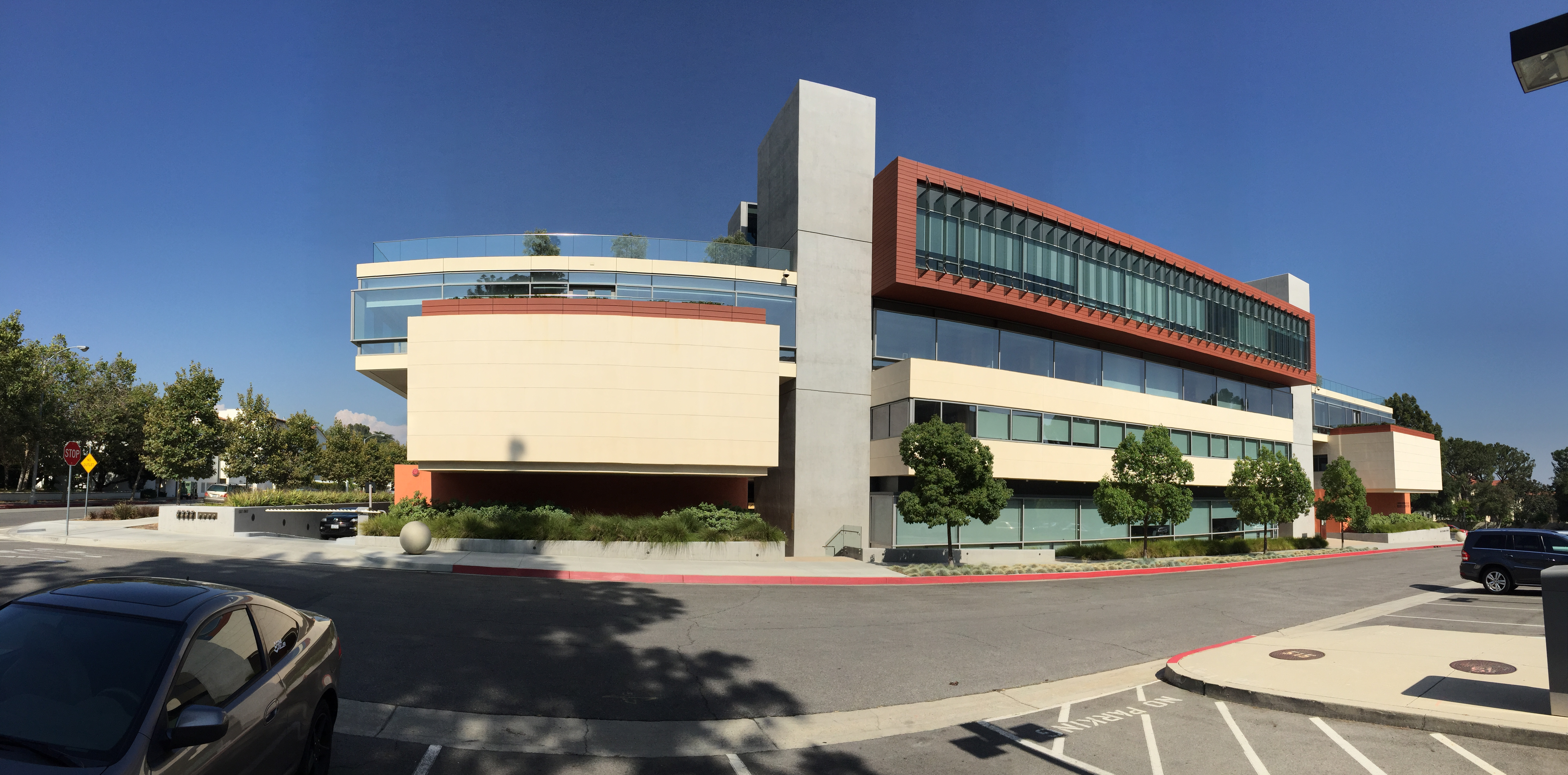
Claremont McKenna College
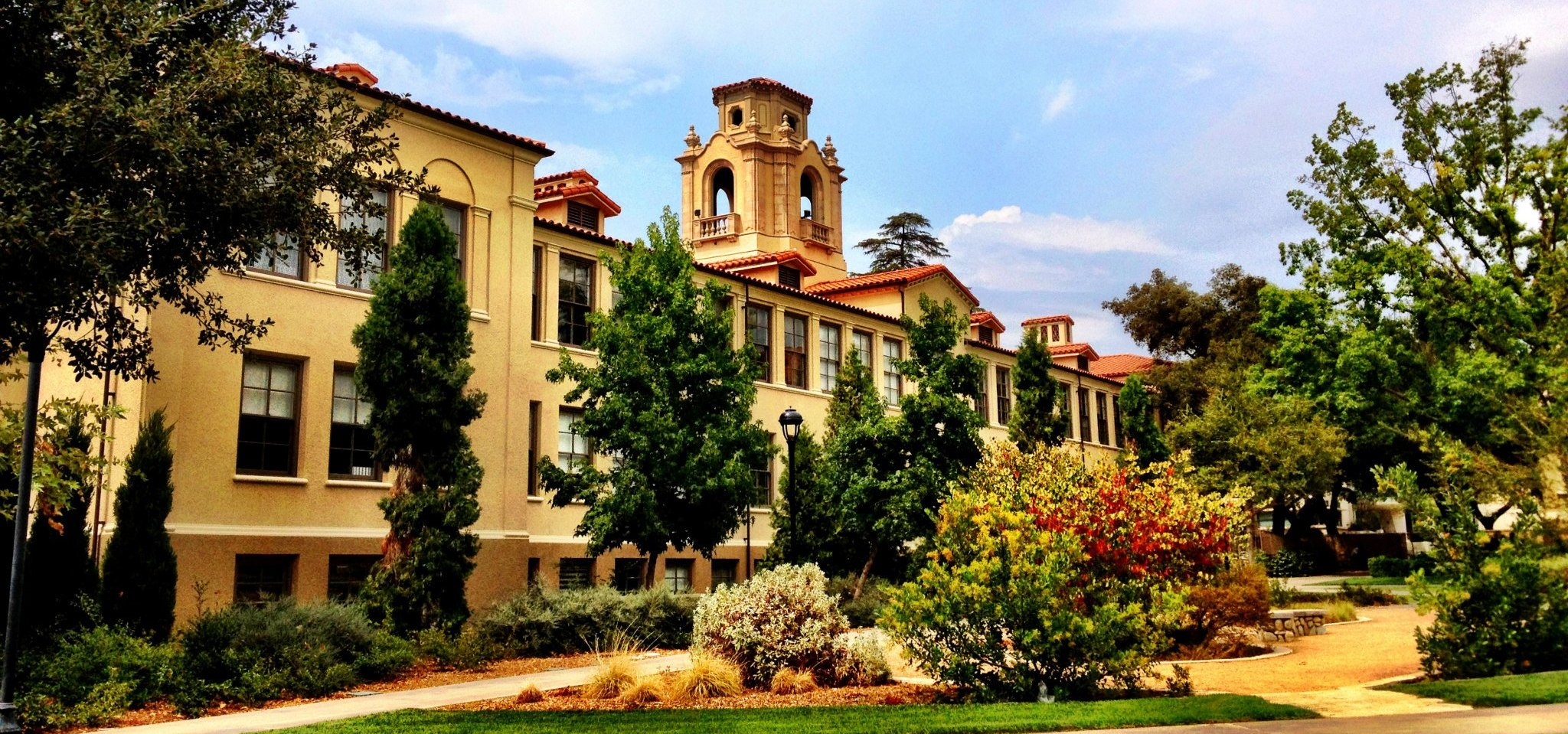
Pomona College
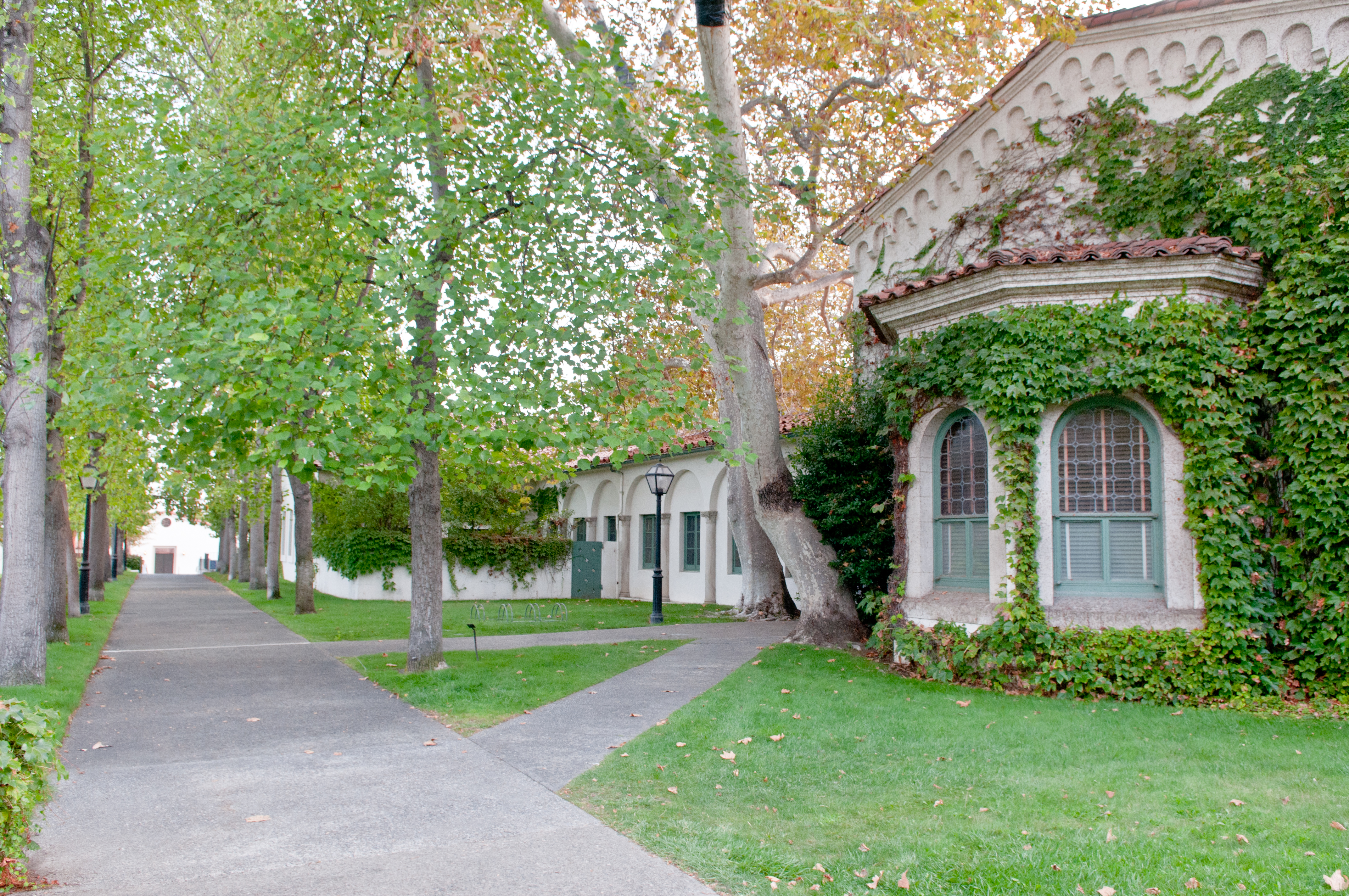
Scripps College
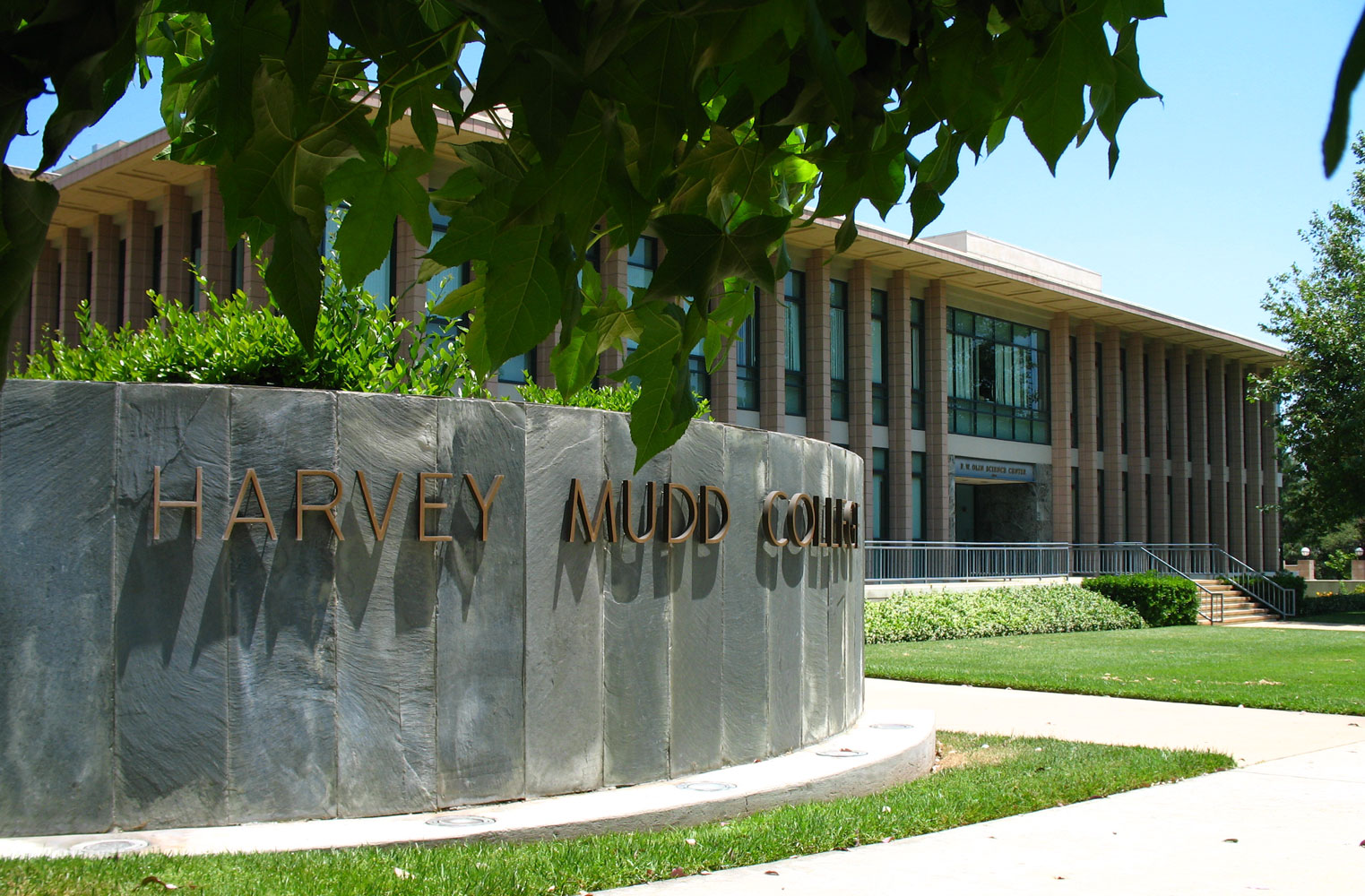
Harvey Mudd College
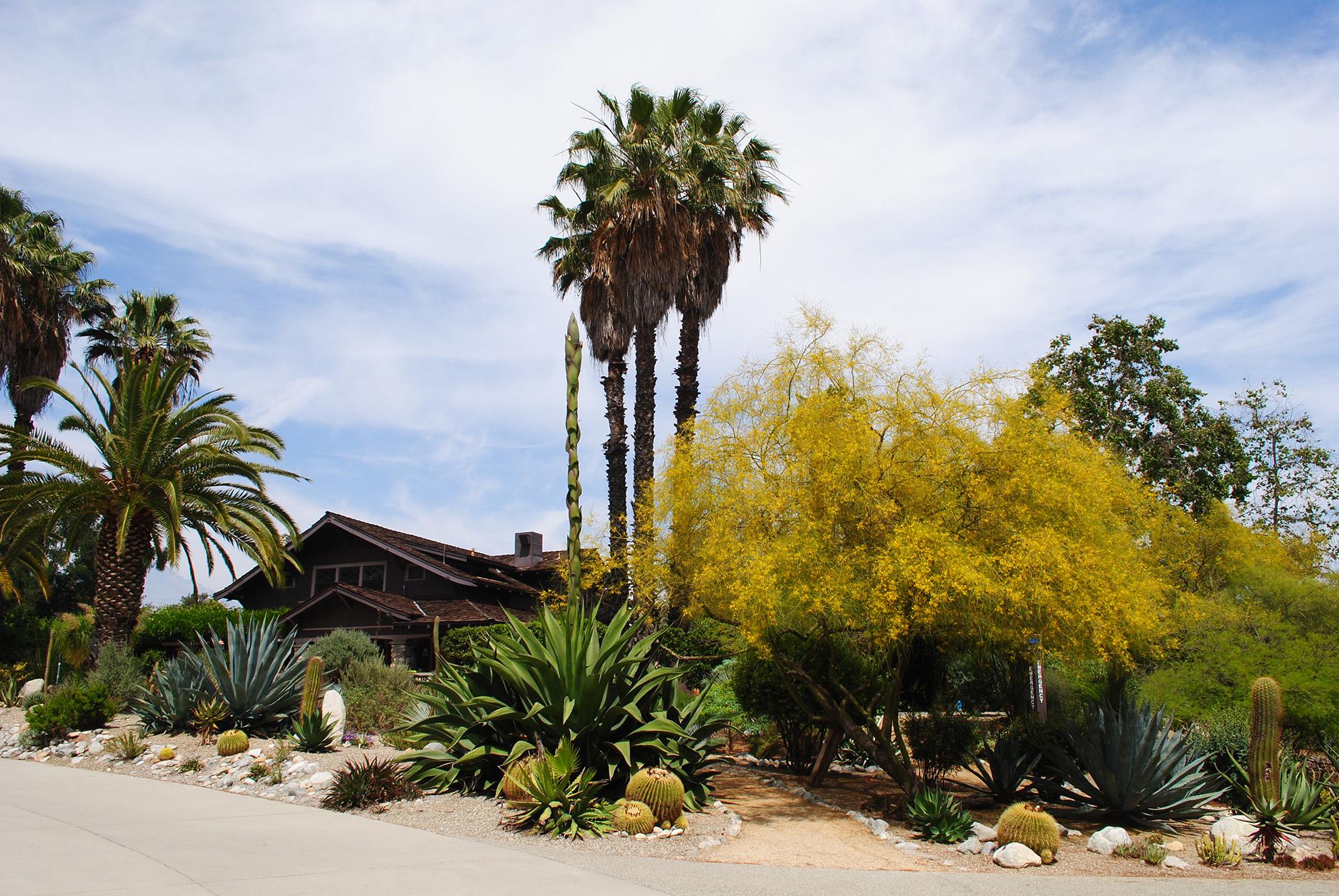
Pitzer College
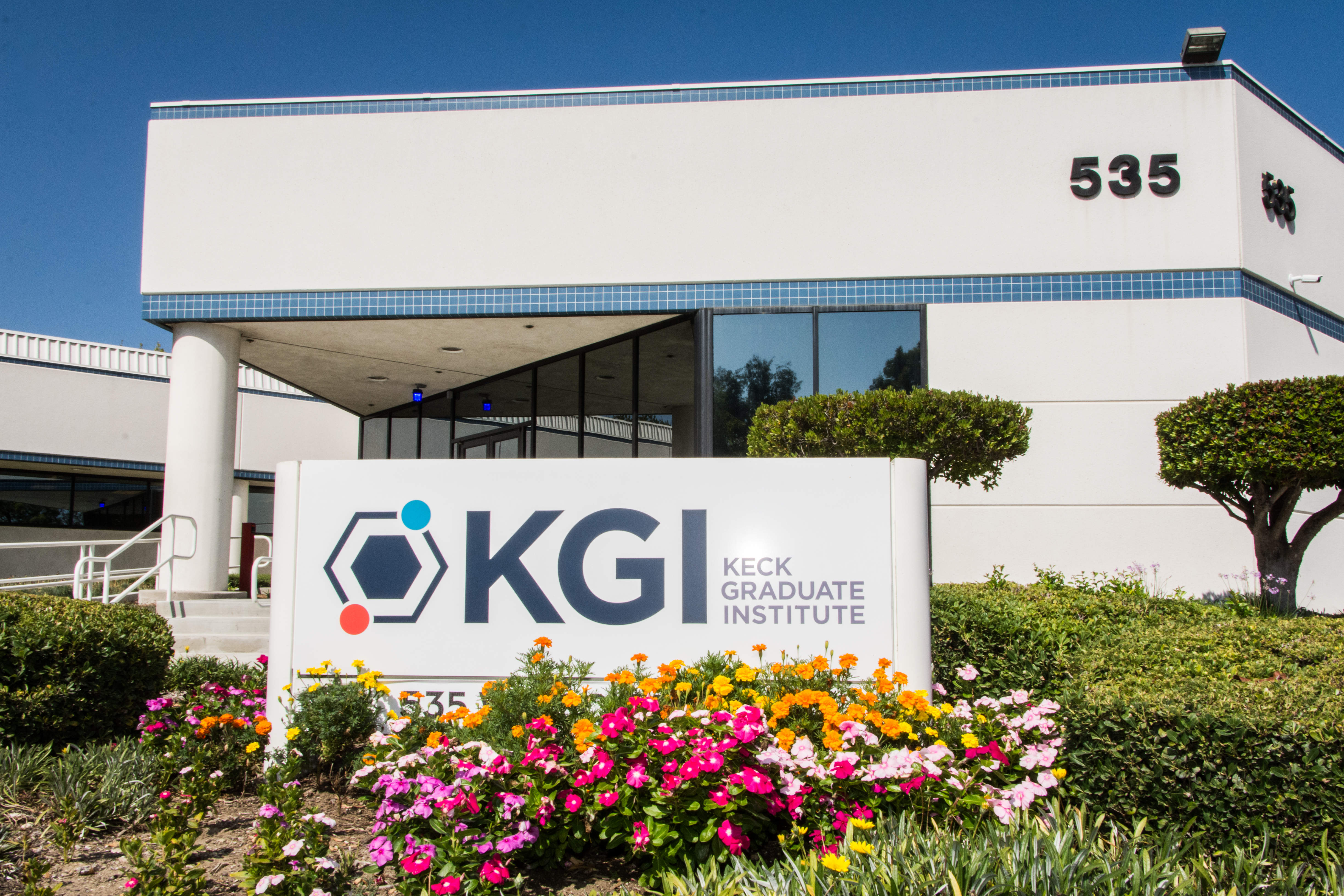
Keck Graduate Institute
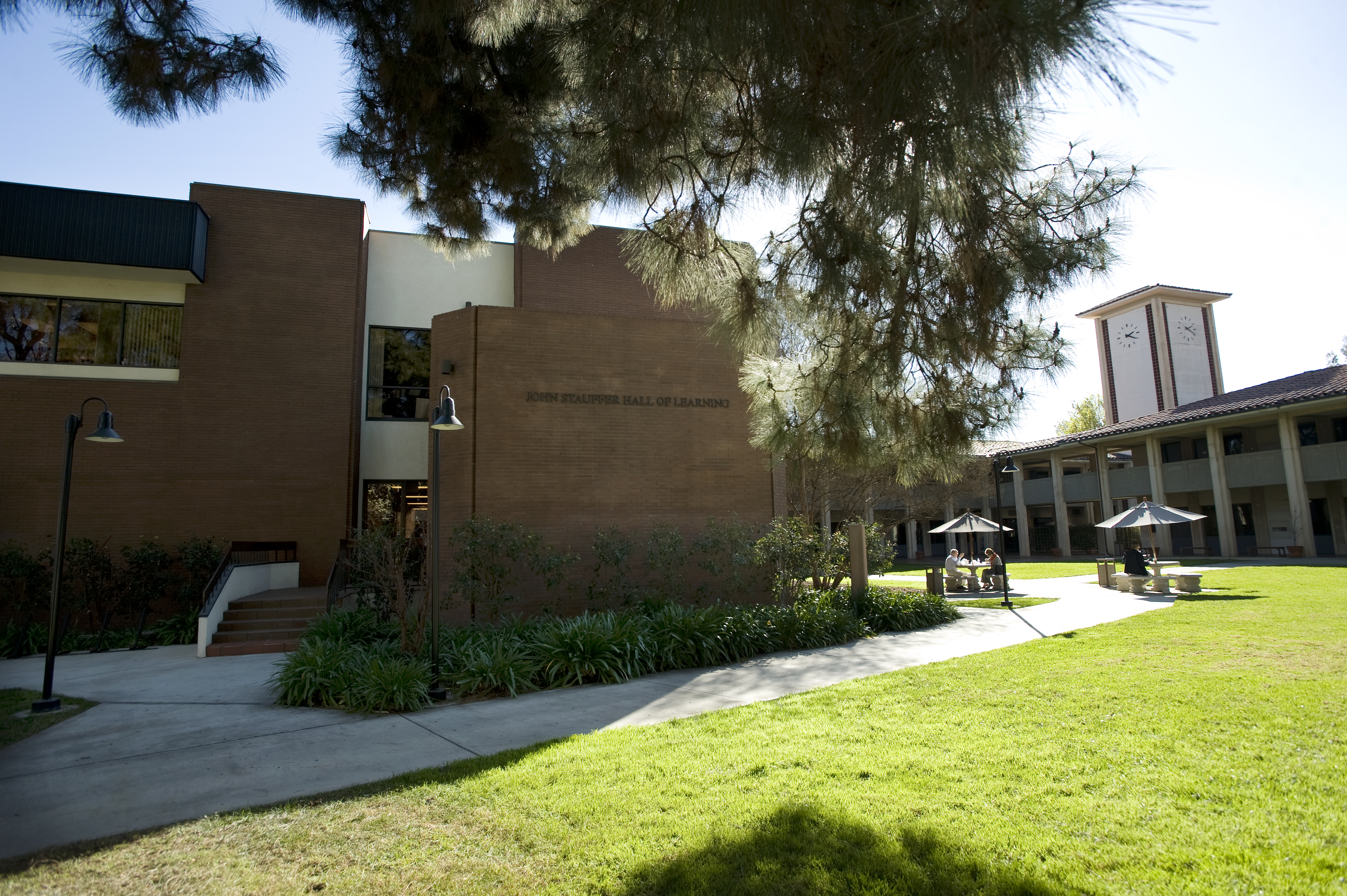
Claremont Graduate University
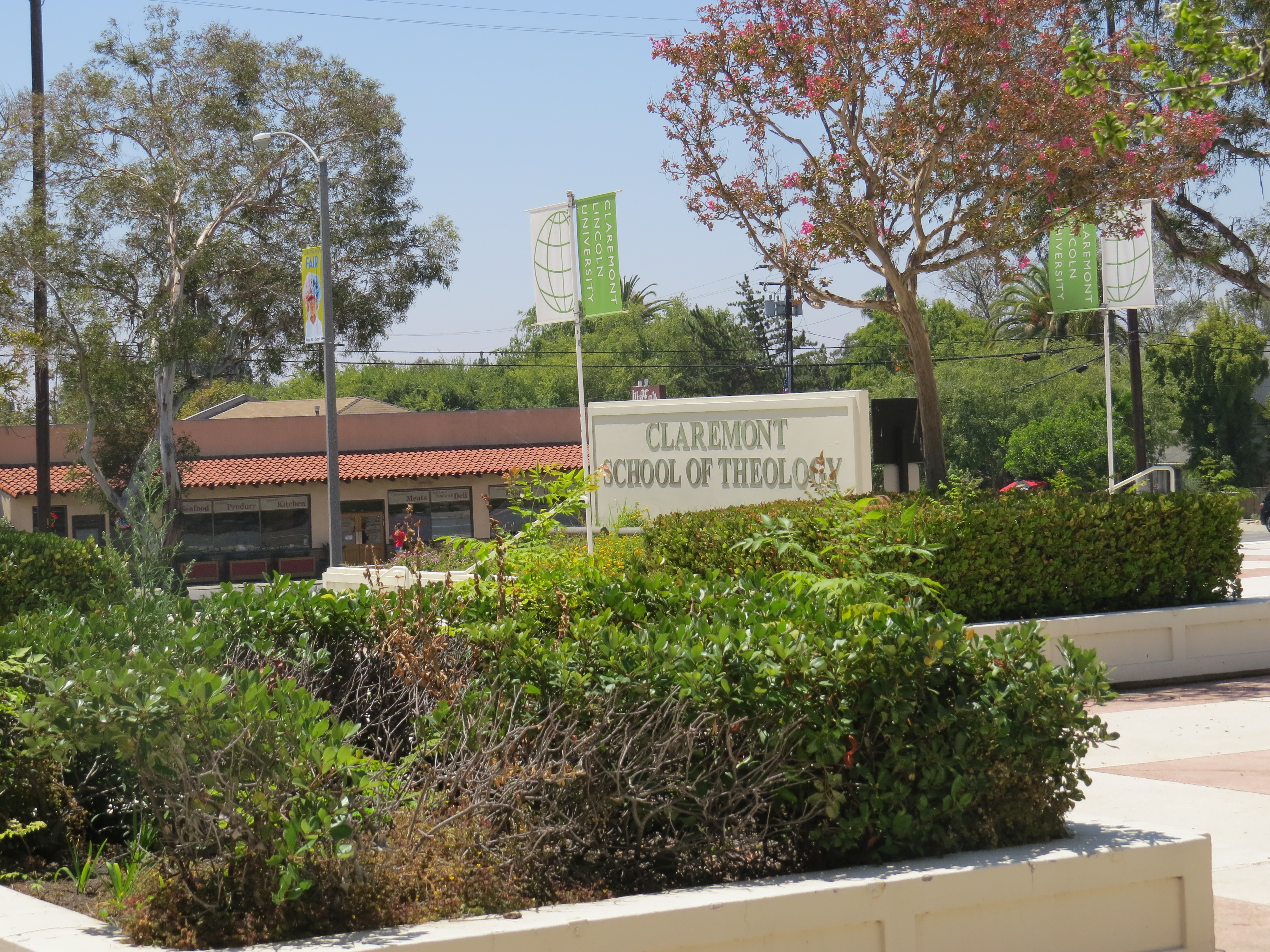
School of Theology

## Persönlichkeiten

### Söhne und Töchter der Stadt
- Frederick Sumner Brackett (1896–1988), Physiker und Spektroskopiker
- Glenn Davis (1924–2005), Footballspieler
- Ben Harper (* 1969), Musiker
- Elliot Graham (* 1976), Filmeditor
- Evelyn Stevens (* 1983), Radrennfahrerin

### Personen, die vor Ort gewirkt haben
- Peter Ferdinand Drucker (1909–2005), International anerkannter Ökonom und Schriftsteller, lehrte an der Claremont Graduate University.
- Golo Mann (1909–1994), Historiker, unterrichtete am Claremont McKenna College.
- Louis Tomlinson Benezet (1915–2002), Pädagoge, Bildungspolitiker und Präsident der Claremont Graduate University.
- David Keirsey (1921–2013), Psychologe, studierte am Pomona College und promovierte an der Claremont Graduate University.
- John Hick (1922–2012), englischer Religionsphilosoph, lehrte 1978 bis 1992 an der Claremont Graduate University.
- James Barr (1924–2006), schottischer Philologe, Hebraist und Alttestamentler, verbrachte seinen Lebensabend in Claremont.
- John B. Cobb (1925–2024), methodistischer Theologe, lehrte in der School of Theology und an der Claremont Graduate University.
- Ray Collins (1936–2012), Sänger, lebte in Claremont.
- Frank Zappa (1940–1993), Musiker und Komponist, studierte 1961 Komposition am Pomona College.
- Gregg Popovich (* 1949), Basketballtrainer, führte er das Team der Pomona-Pitzer zur ersten Conference-Meisterschaft in 68 Jahren.
- Robin Williams (1951–2014), Schauspieler und Komiker, studierte Politikwissenschaft am Claremont McKenna College.
- Rudolf Volz (* 1956), Wissenschaftler und Autor für Musiktheater, promovierte in Mathematik an der Claremont Graduate University.
- Arthur T. Benjamin (* 1961), Mathematiker und Zauberer, ist seit 1989 Professor für Mathematik am Harvey Mudd College.
- David Foster Wallace (1962–2008), Schriftsteller und Professor, lehrte bis zu seinem Tod am Pomona College.
- Snoop Dogg (* 1971), Rapper und Schauspieler, besitzt ein Anwesen in Claremont.
- Walter P. Taylor (1888–1972), Biologe, der von 1963 bis 1964 stellvertretender Bürgermeister von Claremont war.